# Tongde Kunming Plaza
Le Tongde Kunming Plaza est un gratte-ciel de 269 mètres construit en 2015 à Kunming en Chine